# Kaimauri Erati
Kaimauri Erati (13 giugno 2004) è un sollevatore gilbertese.

## Biografia
Cresciuto a Kiribati, a soli 15 anni debutta ai Giochi del Pacifico 2019 ad Apia. Nella categoria di peso fino a 55 kg, solleva 75 kg nello slancio, ma viene eliminato non essendo riuscito a sollevare in strappo il peso iniziale di 60 kg.
Nel 2023, partecipa ai Campionati mondiali di sollevamento pesi di Riad nella classe di peso fino a 67 kg, dove si posiziona all'ultimo posto (18°), sollevando un totale di 210 kg (95 kg strappo + 115 kg slancio). Nello stesso anno, prende parte ai Giochi del Pacifico, tenutisi ad Honiara, la cui competizione fu valida anche come Campionato oceaniano di sollevamento pesi. Vinse la medaglia di fino a 61, sollevando 220 (100+120) kg e stabilendo il record nazionale in tutte le categorie. In virtù dei risultati ottenuti a queste competizioni, guadagna l'accesso alle Olimpiadi di Parigi 2024, dove è anche portabandiera nelle cerimonie di apertura e chiusura per Kiribati. Nella classe 61 kg, si classifica al 7º posto generale con un risultato di 220 (100+120) kg, con un distacco di 90 kg dal cinese Li Fabin, vincitore della medaglia d'oro.
Subito dopo la competizione olimpica, prende parte ai Campionati di sollevamento pesi del Commonwealth, dove si classifica settimo nella categoria fino a 67 kg sollevando 240 (110+130) kg.